# Antibodies
Pour plus de détails, voir Fiche technique et Distribution.
Antibodies (Antikörper) est un film allemand réalisé par Christian Alvart, sorti en 2005.

## Synopsis
Pour résoudre un crime atroce commis dans un village allemand, un agent de police qui ne parvient pas à résoudre ce cas, demande à interroger un tueur en série arrêté à Berlin.

## Fiche technique
- Titre : Antibodies
- Titre original : Antikörper
- Réalisation : Christian Alvart
- Scénario : Christian Alvart
- Production : Christian Alvart, Theo Baltz, Rainer Kölmel et Boris Schönfelder
- Sociétés de production : Kinowelt Filmproduktion et MedienKontor Movie GmbH
- Musique : Michl Britsch
- Photographie : Hagen Bogdanski
- Montage : Philipp Stahl
- Décors : Christian M. Goldbeck (de)
- Costumes : Silke Sommer
- Pays d'origine : Allemagne
- Format : Couleurs - 2,35:1 - Dolby Digital - 35 mm
- Genre : Thriller
- Durée : 127 minutes
- Dates de sortie : 24 avril 2005 (Festival du film de TriBeCa), 7 juillet 2005 (Allemagne), 26 juillet 2006 (France), 19 janvier 2007 (Canada)
- Film interdit aux moins de 12 ans lors de sa sortie en France

## Distribution
- Wotan Wilke Möhring : Michael Martens
- Heinz Hoenig : Seiler
- André Hennicke : Gabriel Engel
- Ulrike Krumbiegel (de) : Rosa Martens
- Hauke Diekamp : Christan Martens
- Nina Proll : Lucy
- Jürgen Schornagel (en) : Sucharzewski
- Isabel Bongard : Lucia Flieder
- Cocoa Brown : Michelle
- Stefanie Fuchs : Moni
- Bruno Grass : Frank Flieder
- Konstantin Graudus : Wosniak
- Lydia Kavungu : Joy
- Laura Alberta Szalski : Sarah Martens
- Klaus Zmorek : Bosowski
- Holger Franke : Karl Prebisch
- Norman Reedus : Schmitz

## Autour du film
- Le tournage s'est déroulé à Berlin, dans le Brandebourg, ainsi que dans le massif montagneux de Harz.
- Le chien de Marten (qui appartient au réalisateur) s'appelle Schimanski, référence au commissaire Horst Schimanski de la série télévisée allemande Tatort (1970).
- À noter, une petite apparition de l'acteur américain Norman Reedus dans le rôle du policier Schmitz. Ce dernier a effectué son caméo gratuitement.
- Le titre original ou le titre international choisi par le distributeur français La Fabrique de films, signifient tous deux Anticorps.

## Bande originale
- Firefly Queen, interprété par Nadeshda Brennicke
- Unique, interprété par Nadeshda Brennicke
- Birds Crushing Into Windows, interprété par Nadeshda Brennicke

## Distinctions
- Prix du public et prix du meilleur scénario, lors de la Semaine internationale du cinéma fantastique de Málaga en 2005.
- Prix du meilleur acteur pour Wotan Wilke Möhring, lors du Festival du film espagnol de Málaga en 2005.
- Prix du public, lors du Festival du film fantastique de Suède en 2005.
- Prix nouvelles visions, lors du Festival international du film des Bahamas en 2006.